# Grande Hotel (filme)
Grand Hotel (bra/prt: Grande Hotel) é um filme pre-Code estadunidense de 1932, do gênero drama romântico, dirigido por Edmund Goulding, estrelado por Greta Garbo, John Barrymore, Joan Crawford, Wallace Beery e Lionel Barrymore, e co-estrelado por Lewis Stone e Jean Hersholt. O roteiro de William A. Drake foi baseado no romance "Menschen im Hotel" (1929), de Vicki Baum; e na peça teatral homônima de 1930, do próprio Drake.
A MGM refez o filme como "Week-End at the Waldorf" em 1945. Uma refilmagem alemã, "Menschen im Hotel", foi lançada em 1959, e também serviu de base para o musical "Grand Hotel", vencedor do Prêmio Tony em 1989. Em 1977, a MGM anunciou uma refilmagem musical, que aconteceria no MGM Grand Las Vegas e seria dirigido por Norman Jewison, mas a produção acabou sendo cancelada.
"Grand Hotel" provou ser influente através dos anos, desde seu lançamento original. A frase icônica "Eu quero ficar sozinha", dita por Greta Garbo, ficou em 30.º lugar na lista "100 anos...100 Citações", do Instituto Americano de Cinema. Em 2007, "Grand Hotel" foi selecionado para preservação no National Film Registry, seleção filmográfica da Biblioteca do Congresso dos Estados Unidos, como sendo "culturalmente, historicamente ou esteticamente significativo".

## Sinopse
A dançarina Grusinskaya (Greta Garbo) não crê no amor e não tem um rumo em sua vida, mas muda seu pensamento completamente ao conhecer o falido barão Felix von Geigern (John Barrymore). Este, por sua vez, se torna amigo de Otto Kringelein (Lionel Barrymore), um homem que descobriu que está à beira da morte e decide passar seus últimos dias no luxuoso hotel em que seu patrão, um rico empresário que pretende fechar um grande negócio e que conta com os serviços da taquígrafa Flaemmchen (Joan Crawford), está hospedado.

## Elenco
- Greta Garbo como Grusinskaya, a dançarina
- John Barrymore como Barão Felix von Gaigern
- Joan Crawford como Flaemmchen, a taquígrafa
- Wallace Beery como General Diretor Preysing
- Lionel Barrymore como Otto Kringelein
- Lewis Stone como Dr. Otternschlag
- Jean Hersholt como Senf, o porteiro
- Robert McWade como Meierheim
- Purnell B. Pratt como Zinnowitz
- Ferdinand Gottschalk como Pimenov
- Rafaela Ottiano como Suzette
- Morgan Wallace como Motorista
- Tully Marshall como Gerstenkorn
- Frank Conroy como Rohna
- Murray Kinnell como Schweimann
- Edwin Maxwell como Dr. Waitz
- Allen Jenkins como Embalador de Carne do Hotel

## Produção

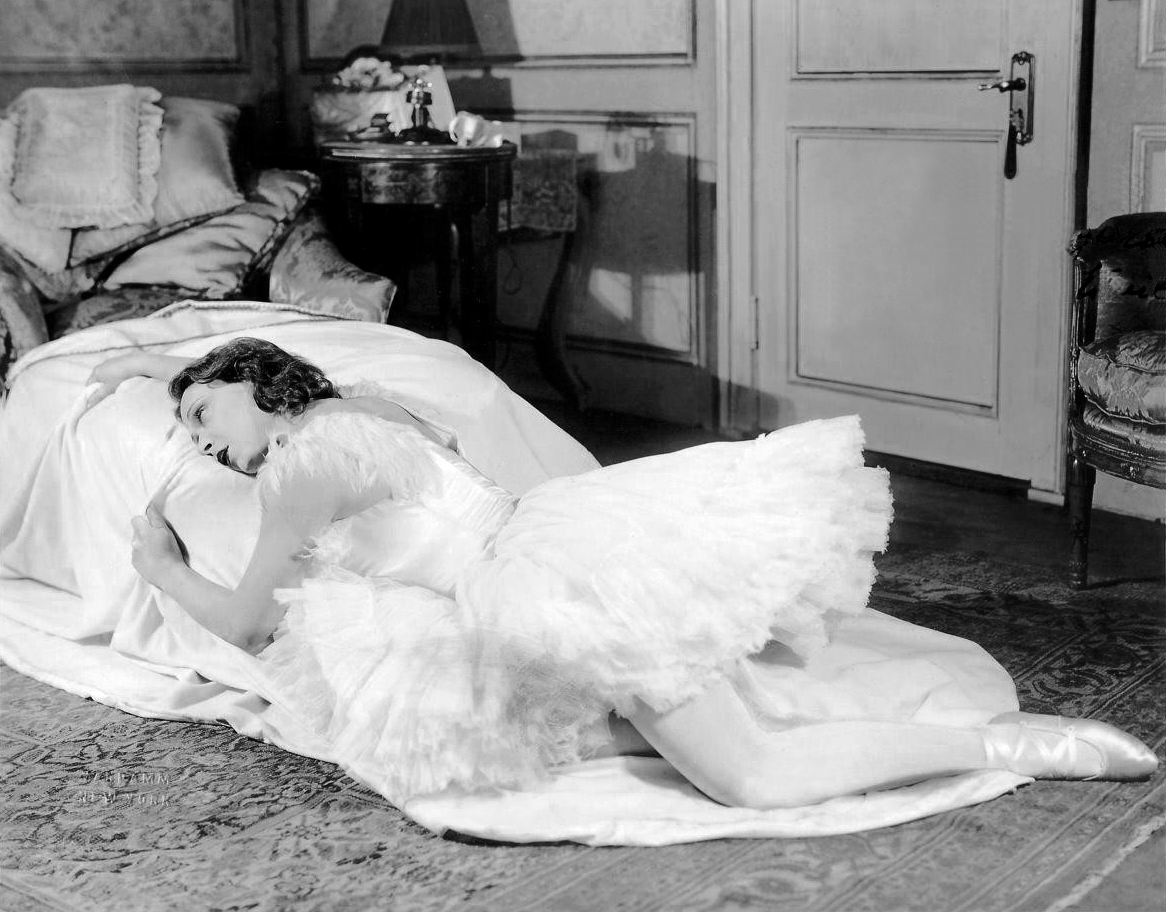
Eugenie Leontovich como Grusinskaya na produção original da Broadway de "Grand Hotel" (1930).

O produtor Irving Thalberg comprou os direitos de exibição do romance "Menschen im Hotel", de Vicki Baum, por US$ 13.000 – e então contratou William A. Drake para adaptá-lo para os palcos. A peça estreou na Broadway em 13 de novembro de 1930, e teve 459 apresentações. Satisfeito com o sucesso da produção, Thalberg fez Drake e Béla Balázs escreverem o roteiro e orçou o projeto em US$ 700.000. A maior preocupação dos produtores era que o sotaque sueco de Greta Garbo interpretando uma russa poderia causar alguma controvérsia com o público.
O filme também foi visto como uma conquista artística em sua qualidade de produção. O diretor de arte, Cedric Gibbons, foi um dos mais importantes e influentes da história do cinema estadunidense. As cenas do saguão foram extremamente bem feitas, retratando uma mesa de 360º, o que permitiu que o público acompanhasse a ação de todos os personagens do hotel. Isso mudou a maneira como os cenários de futuras produções começaram a ser projetados a partir daquele ponto.
Foi o primeiro filme a apresentar os irmãos Lionel e John Barrymore juntos. No final de 1932, eles se juntaram a sua outra irmã, Ethel, em "Rasputin and the Empress".

### "Eu quero ficar sozinha"
Interpretando Grusinskaya, Greta Garbo apresentou a fala: "Quero ficar sozinha" e, imediatamente a seguir: "Só quero ficar sozinha". Logo depois, em conversa com o Barão Felix von Geigern, ela novamente diz: "E eu quero ficar sozinha". Referindo-se ao uso lendário da frase como uma caracterização de sua vida pessoal reclusa, Garbo mais tarde insistiu: "Eu nunca disse que queria ficar sozinha; apenas disse: 'Quero ser deixada em paz'. Há toda uma diferença".

## Recepção

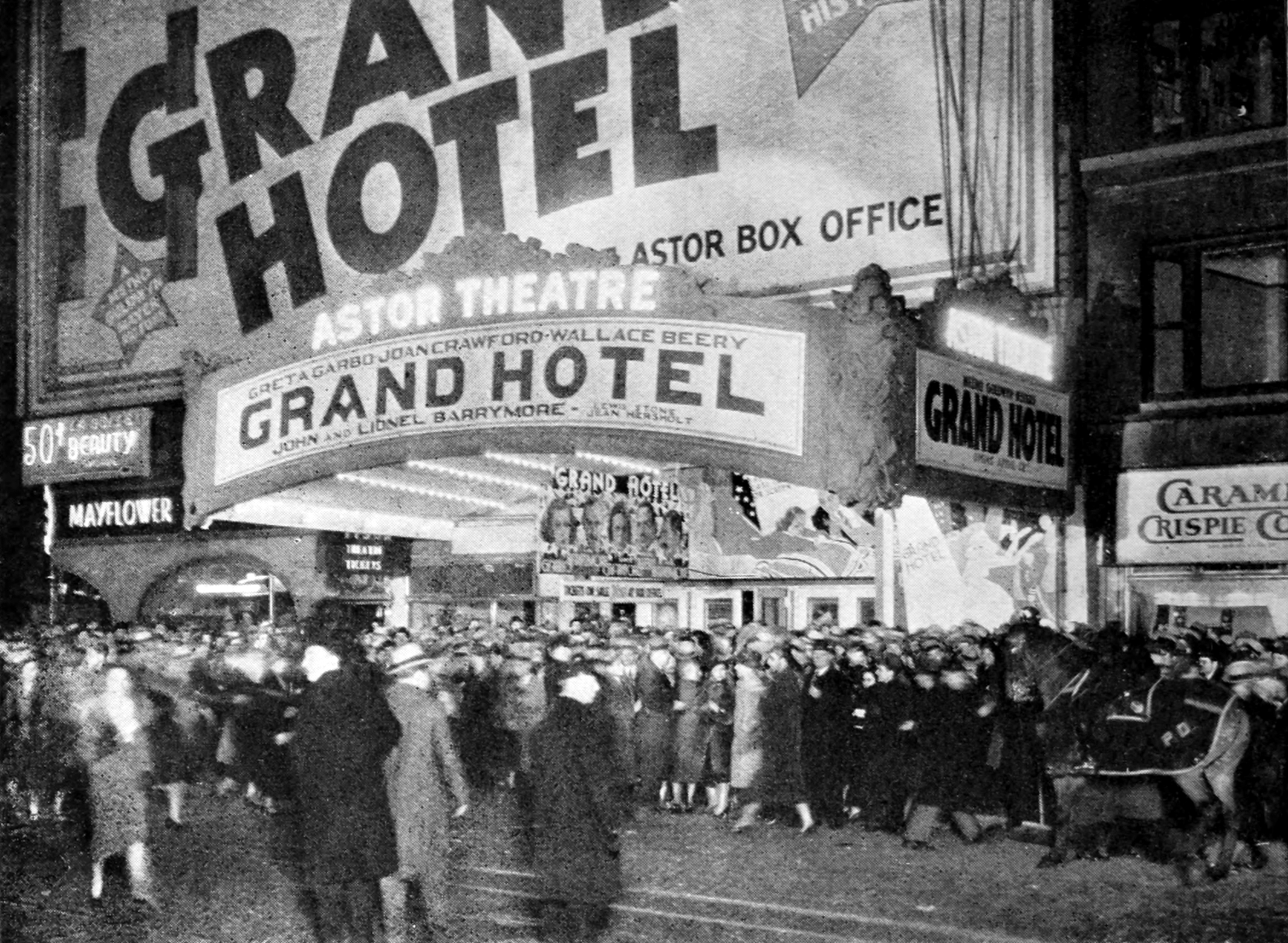
Estreia do filme em Nova Iorque.

Alfred Rushford Greason, da Variety, comparando o filme à produção teatral, escreveu: "[ele] pode não agradar totalmente os espectadores que ficaram fascinados por sua direção de palco hábil e atuação contida, mas atrairá e prenderá o público mais amplo ao qual agora se dirige". Ele acrescentou: "O drama se desenrola com uma velocidade que nunca perde o controle, mesmo na duração extrema de quase duas horas, e há um padrão cativante de comédia inesperada que permeia tudo, sempre fresco".
Mordaunt Hall, em sua crítica para o The New York Times, elogiou as atuações de Greta Garbo e John Barrymore, escrevendo: "A produção adere fielmente ao original, e embora sem dúvida falte a vida, profundidade e cor da peça, por meio de excelentes caracterizações mantém o público no qual atrai".
O Film Daily chamou-o de um "drama cativante" que "nunca fica lento", e também "um dos casos de cinema mais elegantes que você já viu em muito tempo".
John Mosher, do The New Yorker, chamou-o de um "filme complicado e inteligente", elogiando Goulding como "um diretor para finalmente dar a Garbo o que ela merece" e por seu trabalho de câmera "engenhoso, saboreando, eu suspeito, as vantagens que a tela oferece nesses aspectos sobre o palco, onde a estranha mudança constante de cenas obstruía a ação da peça".
No Rotten Tomatoes, site agregador de críticas, o filme detém um índice de aprovação de 86% baseado em 42 críticas, com uma classificação média de 7.58/10. O consenso do site diz: "Talvez menos um filme verdadeiro do que uma série de vinhetas repletas de estrelas, Grand Hotel ainda continua sendo uma visão divertida de uma era passada de Hollywood".
Escrevendo em 2009, Blake Goble, do The Michigan Daily chamou-o de: "o Ocean's Eleven original por seu poder estelar", e o comparou a Gosford Park "por sua estrutura densa e histórias". Ele acrescentou: "[O] ritmo é rápido, a atuação é eloquente e as histórias são realmente interessantes. É pura teatralidade. Mas Hotel durou graças à sua simplicidade, e o poder das estrelas também não faz mal. Esta é a grande e velha Hollywood capturada em um filme".

### Bilheteria
"Grand Hotel" foi um grande sucesso comercial em seu lançamento. De acordo com os registros da Metro-Goldwyn-Mayer, o filme arrecadou US$ 1.235.000 nacionalmente e US$ 1.359.000 no exterior, totalizando US$ 2.594.000 mundialmente. O retorno lucrativo da produção foi de US$ 947.000.

## Refilmagem de 1970
Em seu livro de memórias, "Adventures in the Screen Trade", o roteirista William Goldman lembra de ter sido contatado pelo diretor Norman Jewison sobre fazer uma refilmagem do filme como um musical, dessa vez ambientado no MGM Grand Hotel. Também seria filmado no hotel, batizado em homenagem ao filme e inaugurado apenas quatro anos antes, mas a MGM ainda não havia permitido nenhuma filmagem dentro de seus locais luxuosos. Goldman ficou muito entusiasmado com a ideia de gravar um musical no hotel, e, embora os filmes musicais não estivessem mais muito populares entre os estúdios ou o público da época, ele acreditava que "Grand Hotel" poderia ser uma exceção, relembrando os clássicos musicais de Hollywood dos anos 1940 e 1950. Goldman também havia se preocupado com estar sendo visto apenas como um roteirista de suspenses, e queria mostrar que não era um escritor de só um gênero.
Os executivos da MGM, inicialmente cooperativos, começaram a ter dúvidas sobre o projeto quando um deles lembrou que Jewison havia final cut em seu contrato, o que significava que o estúdio não poderia forçá-lo a fazer alterações no filme antes do lançamento. Goldman caracterizou sua percepção do hotel como "Prístino. Imaculado. O diamante na coroa do Metro", e ele acreditava que os executivos temiam que o filme focasse nos aspectos menos glamorosos de Las Vegas e acabasse não retratando o local da forma que eles gostariam. Goldman escreveu um rascunho do roteiro com muito mais detalhes do que normalmente acrescentava para deixar claro que ele ou Jewison fariam as vontades do estúdio, mas os executivos não foram suficientemente persuadidos. Como um compromisso, eles ofereceram a Jewison o final cut de qualquer material filmado fora do hotel, mas não dentro dele. Jewison não estava disposto a aceitar isso, e então o projeto foi deixado de lado.
Quatro anos depois, Jewison ligou para Goldman novamente e disse que o hotel, agora sob uma administração separada do estúdio, estava novamente interessado na refilmagem. A equipe do hotel levou Goldman para conhecer todo o prédio como parte de sua pesquisa. Ao visitar as suítes nos andares superiores, nunca alugadas, mas sim oferecidas a jogadores e suas comitivas, Goldman foi informado que o diretor Hal Ashby havia usado uma delas para uma cena no filme "Lookin' to Get Out" aparentemente depois que o Caesars Palace do outro lado da rua não concedeu a permissão para usar uma de suas suítes.
Goldman e Jewison descobriram que na cena que Ashby filmou no Grand, um dos personagens principais entra na suíte para receber felação de uma prostituta enquanto seu amigo espera do lado de fora. Isso estava em desacordo com a imagem que a administração do Grand estava, em grande esforço, tentando evitar. Depois que o filme "…All the Marbles" (1981), da MGM – ambientado no mundo da luta livre profissional feminina – teve seu clímax no MGM Grand em Reno, Goldman sentiu que o hotel havia perdido sua essência e, portanto, perdeu o entusiasmo por trabalhar no filme; o projeto foi abandonado.

## Mídia doméstica
A Warner Home Video lançou o filme em DVD para a Região 1 em 3 de fevereiro de 2004. O filme foi lançado com áudios em inglês e francês, e legendas em inglês, francês e espanhol. Os bônus no DVD incluem "Checking Out: Grand Hotel", um documentário sobre a produção do filme; um noticiário de 1932 com destaques da estreia do filme em Hollywood; "Nothing Ever Happens", um curta-metragem em Vitaphone de 1933 que satiriza "Grand Hotel"; e trailers promocionais da produção.
O filme foi lançado em Blu-ray em 2013, também pela Warner Home Video, e contém uma trilha de comentários em áudio dos historiadores de cinema Jeffrey Vance e Mark A. Vieira.

## Prêmios e homenagens
| Ano  | Cerimônia | Categoria    | Indicado     | Resultado |
| ---- | --------- | ------------ | ------------ | --------- |
| 1933 | Oscar     | Melhor filme | Melhor filme | Venceu    |